# Gare de Thann
La gare de Thann est une gare ferroviaire française de la ligne de Lutterbach à Kruth, située sur le territoire de la commune de Thann, dans le département du Haut-Rhin) en région Grand Est. La commune comporte deux autres gares : Thann-Centre et Thann-Saint-Jacques.
Elle est mise en service en 1839 par la compagnie du chemin de fer Mulhouse à Thann. 
C'est une gare de la Société nationale des chemins de fer français (SNCF), desservie par des trains régionaux TER Grand Est et le Tram-train Mulhouse-Vallée de la Thur.

## Situation ferroviaire
Établie à 336 mètres d'altitude, la gare de Thann est située au point kilométrique (PK) 14,384 de la ligne de Lutterbach à Kruth, entre les gares de Vieux-Thann et de Thann-Centre.
Elle est l'une des gares importantes de la ligne, avec un quai et des voies d'évitement pour cette ligne à voie unique, et constitue sur certaines dessertes un terminus (quelle que soit la direction).

## Histoire

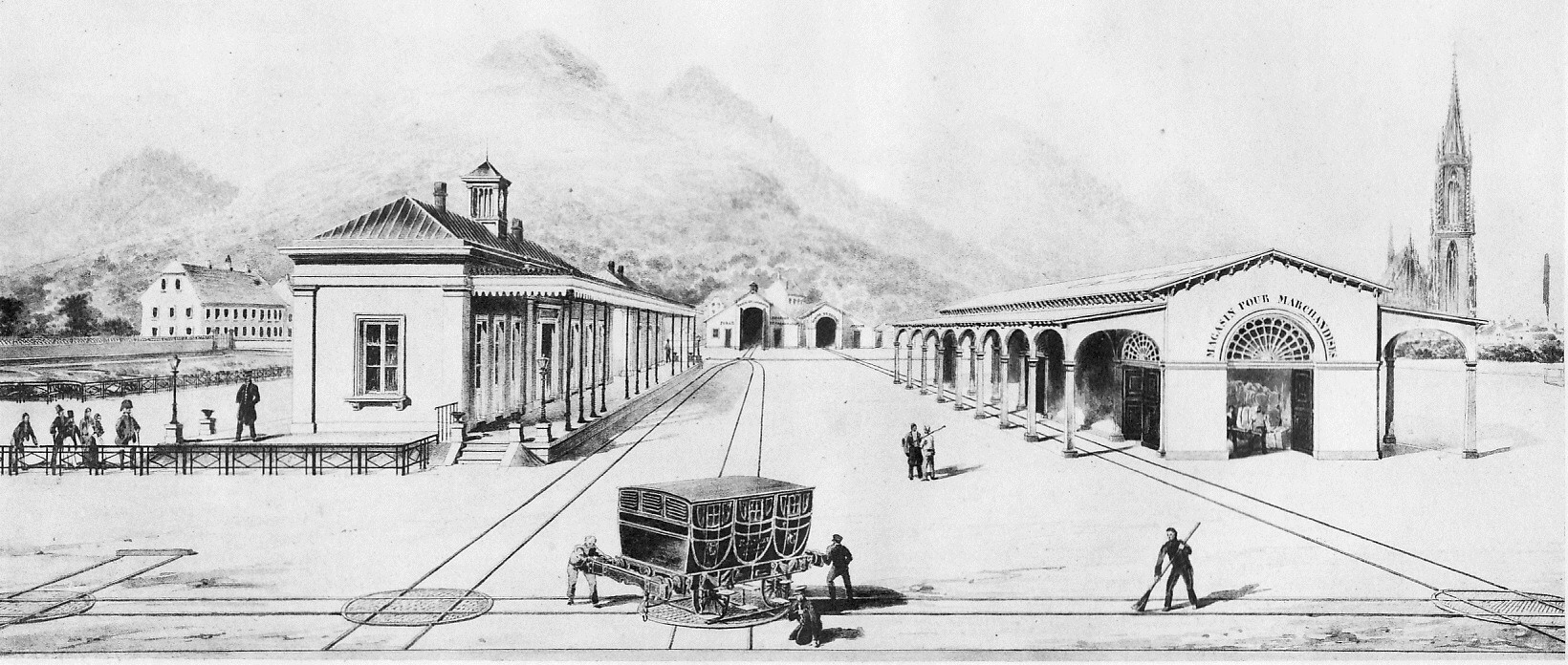
La gare de Thann en 1839.

La gare a été inaugurée le 1er septembre 1839 et mise en service le 12 septembre 1839 par la compagnie du chemin de fer Mulhouse à Thann, sur la ligne éponyme, qui fut l'une des premières ligne de chemin de fer pour voyageurs en France, et était principalement destinée au transport de la houille (notamment de de Ronchamp) aux entreprises de la vallée de la Thur. À partir du 7 septembre 1839, on compte quatre convois de Mulhouse à Thann la semaine (7h, 10h, 14h, 17h) et 5 convois le dimanche (7h30, 9h30, 11h10, 14h, 17h). De Mulhouse à Thann, le tarif voyageur est de 1,20 F en diligence, 1,40 F en char à banc et 0,85 F en wagon. Le trafic marchandise est ouvert sur la ligne le 1er juillet 1840.
Le prolongement de la ligne jusqu'à Wesserling est mis en service le 25 novembre 1863 par la Compagnie des chemins de fer de l'Est.
Le 8 septembre 1889 lors du cinquantenaire, une plaque commémorative de cette mise en service fut placée à la gare de Thann.
Durant les combats du début de la Première Guerre mondiale la gare est bombardée (voir carte postale de 1915 en galerie). La ville, libérée par une des premières offensives françaises sur le front des Vosges le 7 août 1914 devint, pendant 4 ans, la capitale de l'Alsace française
Depuis le 12 décembre 2010, à la suite de la mise en service du Tram-train Mulhouse-Vallée de la Thur, la gare est également desservie par ce Tram-Train.

## Fréquentation
De 2015 à 2024, selon les estimations de la SNCF, la fréquentation annuelle de la gare s'élève aux nombres indiqués dans le tableau ci-dessous.
| Année                      | 2015    | 2016    | 2017    | 2018    | 2019    | 2020    | 2021    | 2022    | 2023    | 2024    |
| -------------------------- | ------- | ------- | ------- | ------- | ------- | ------- | ------- | ------- | ------- | ------- |
| Voyageurs                  | 170 131 | 162 257 | 166 720 | 163 921 | 163 382 | 107 817 | 123 256 | 151 899 | 202 260 | 217 729 |
| Voyageurs et non voyageurs | 212 664 | 202 822 | 208 400 | 204 901 | 204 227 | 134 772 | 154 070 | 189 873 | 252 825 | 272 161 |

## Service des voyageurs

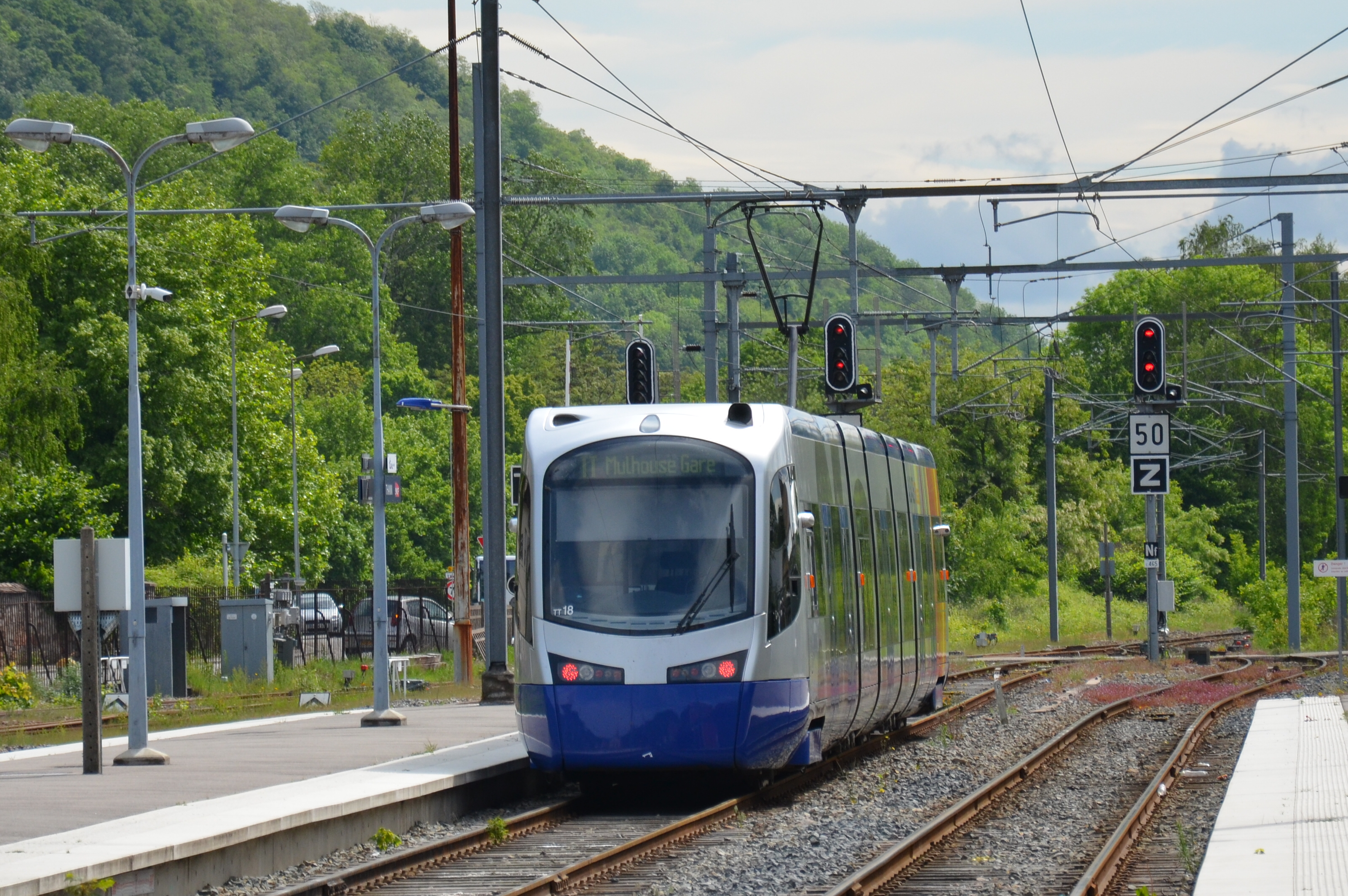
Rame de train à la gare de Thann.

### Accueil
Gare SNCF, elle dispose d'un bâtiment voyageurs, avec guichets, ouvert du lundi au samedi, fermé les dimanches et jours fériés. Elle est équipée d'automates pour l'achat de titres de transport et propose divers aménagement pour les personnes à la mobilité réduite.

### Desserte
Thann est desservie par des trains TER Grand Est qui effectuent des missions entre les gares de Mulhouse et Kruth via Thann.
Elle est également desservie par le Tram-train Mulhouse-Vallée de la Thur.

### Intermodalité
Un parc pour les vélos et un parking pour les véhicules sont aménagés.

## Service des marchandises
Cette gare est ouverte au service du fret.

## Galerie de photos

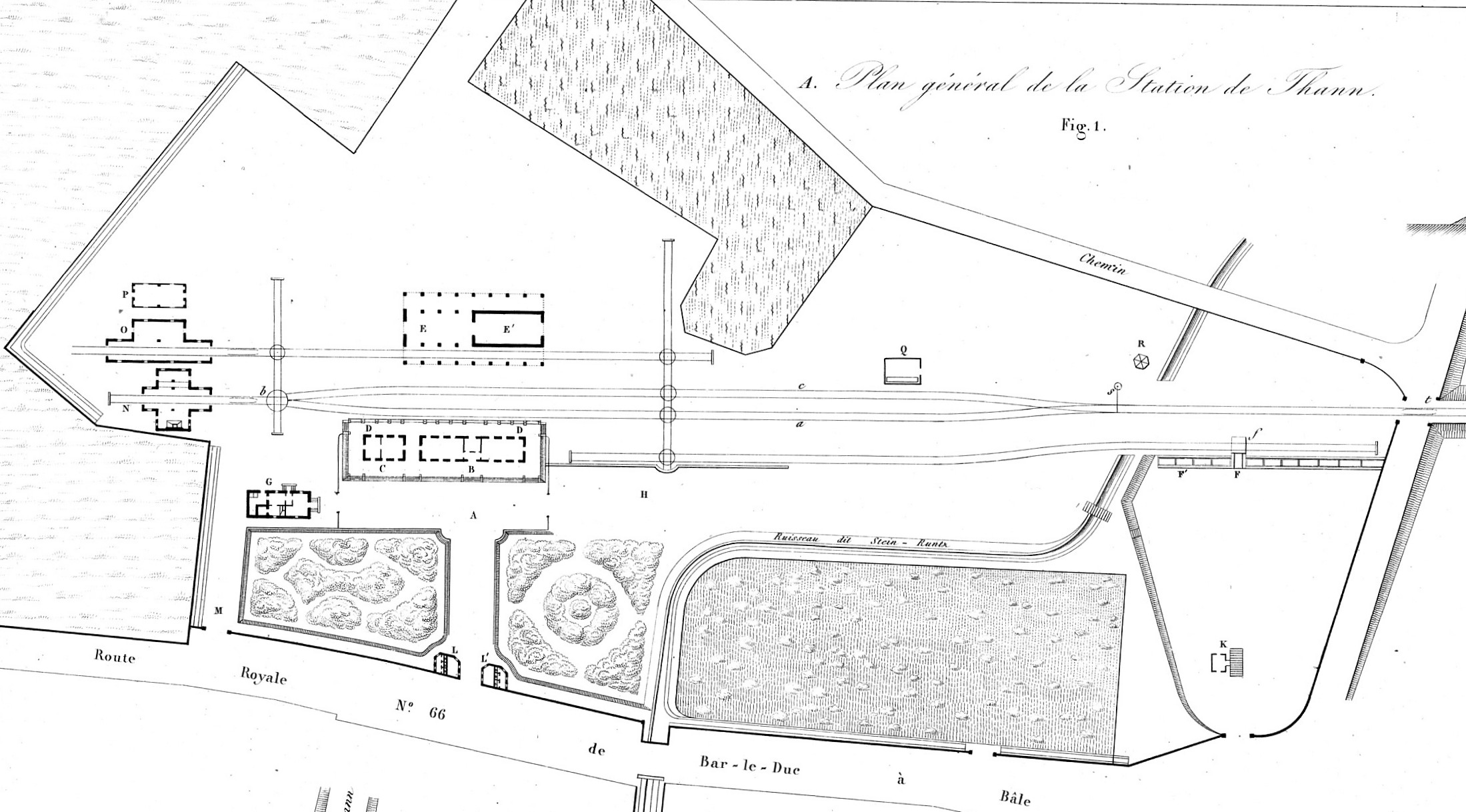
Plan des voies de la gare en 1839.
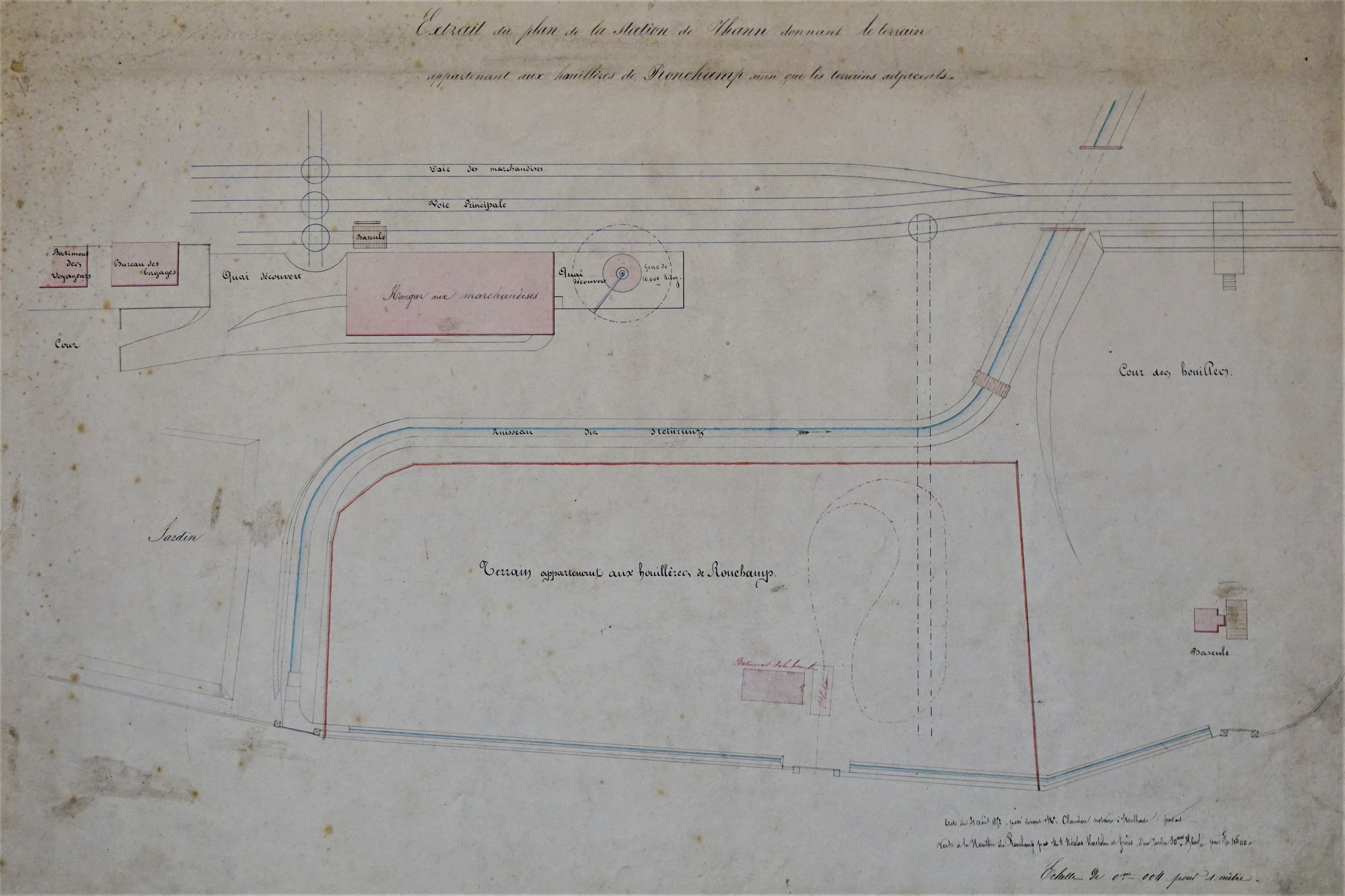
Plan de la gare montrant le terrain accordé aux Houillères de Ronchamp .
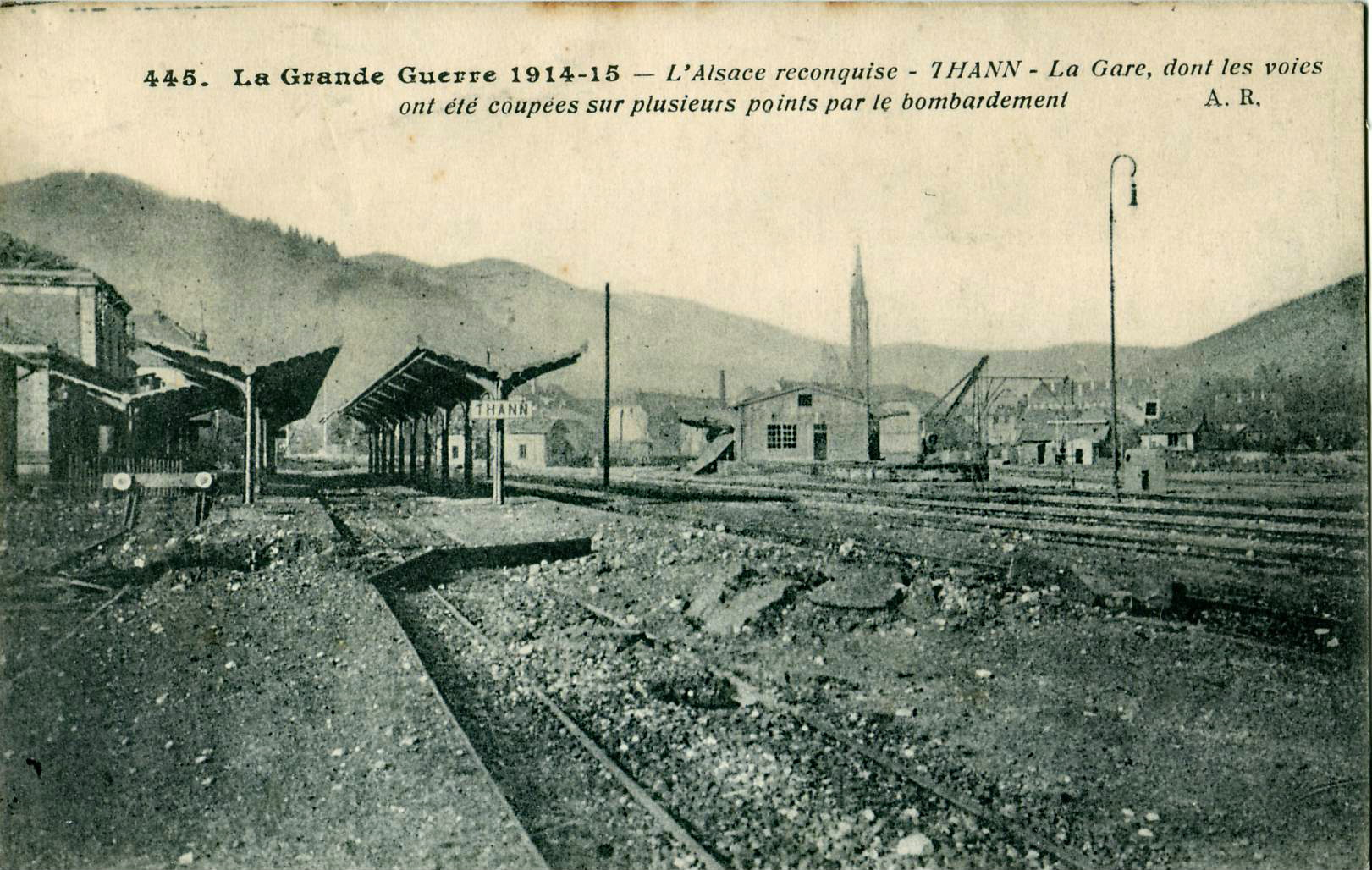
Carte postale ancienne éditée en 1915, montrant l'état de la gare après un bombardement.
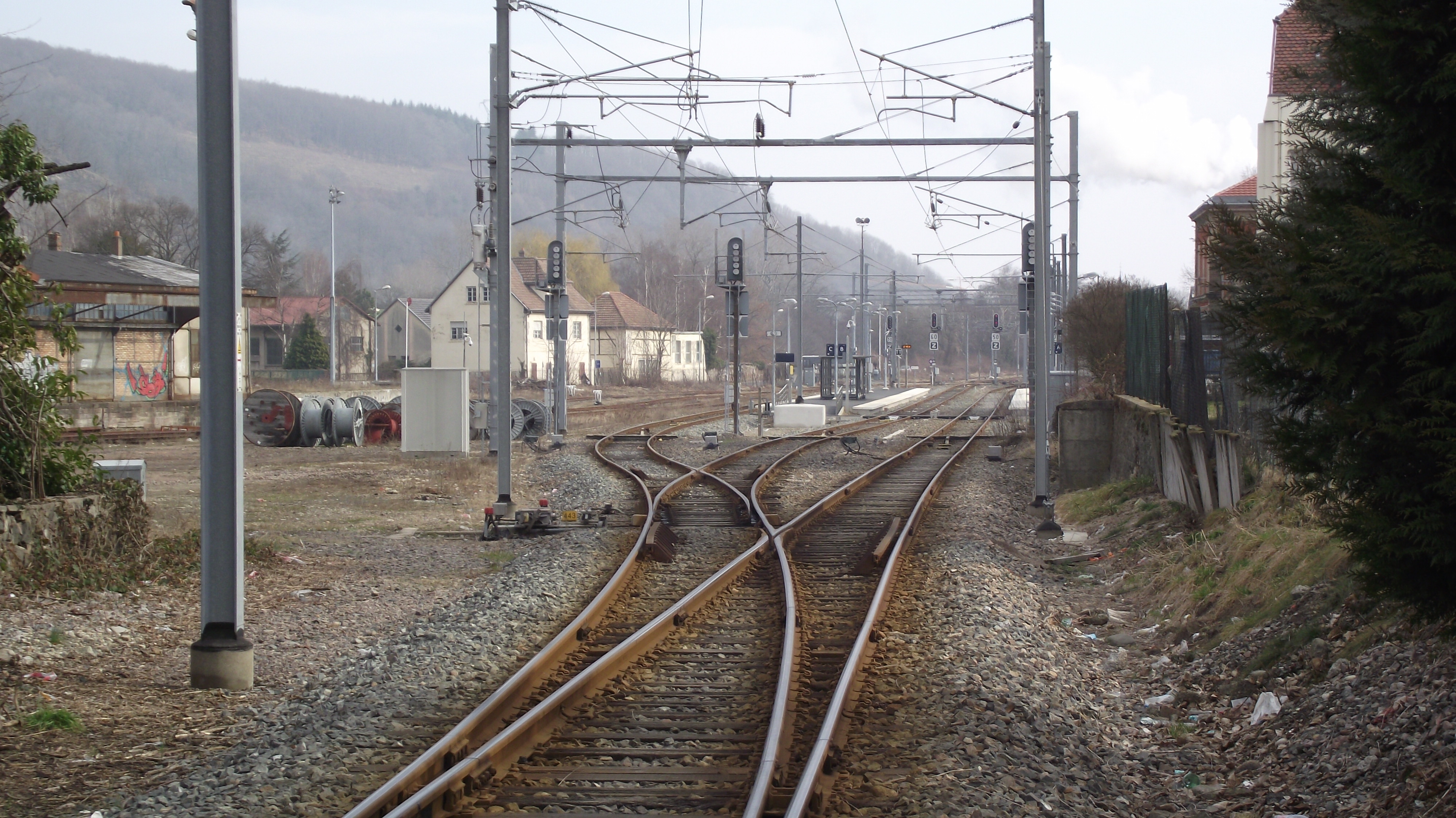
L'intérieur de la gare et son faisceau de voies en 2011.